# Nesení kříže

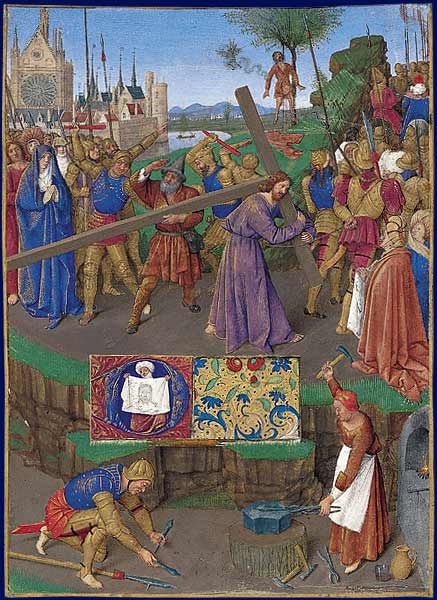
J: Fouquet: Nesení Kříže

Nesení kříže je epizoda pašijí Ježíše Krista bezprostředně předcházející jeho ukřižování, při které je nesen Ježíšův kříž na místo popravy, Golgotu. Býval oblíbeným námětem křesťanského umění.

## Evangelia a tradice
Epizoda se odehrává po Ježíšově odsouzení Pilátem Pontským, jeho zbičování a zesměšnění, kdy jsou mu nasazeny posměšné insignie krále Židů včetně trnové koruny.
Kříž si podle Janova evangelia nesl sám Ježíš. Ostatní, synoptická evangelia naproti tomu uvádějí, že když jej odváděli či cestou přinutili jistého Šimona z Kyrény, aby kříž nesl. Lukáš uvádí, že kříž nesl za Ježíšem, za kterým šel dav s plačícími ženami, ke kterým měl Ježíš kázání se slovy Nade mnou neplačte! Plačte nad sebou a nad svými dětmi. A také uvádí, že spolu s ním vedli dva zločince, známé ze scény Ukřižování.
Západní křesťanská tradice zdůrazňovala nesení kříže samotným Ježíšem, které mělo symbolický význam hodný následování, každý si nese svůj kříž. Odlišné podání v evangeliích vysvětlovala tím, že Ježíš kříž nemohl donést a proto mu s ním musel Šimon pomoci. Toto vysvětlení bylo rozvinuto v podání, podle kterého k tomu došlo poté, co Ježíš potřetí klesl pod křížem. Dalšími tradičními, nekanonickými scénami během nesení kříže je setkání s Ježíšovou matkou a svatou Veronikou, která mu podala šátek či sama otřela tvář, jejíž pravý obraz (veraikon) se do šátku zázračně otiskl.

## Výtvarné umění

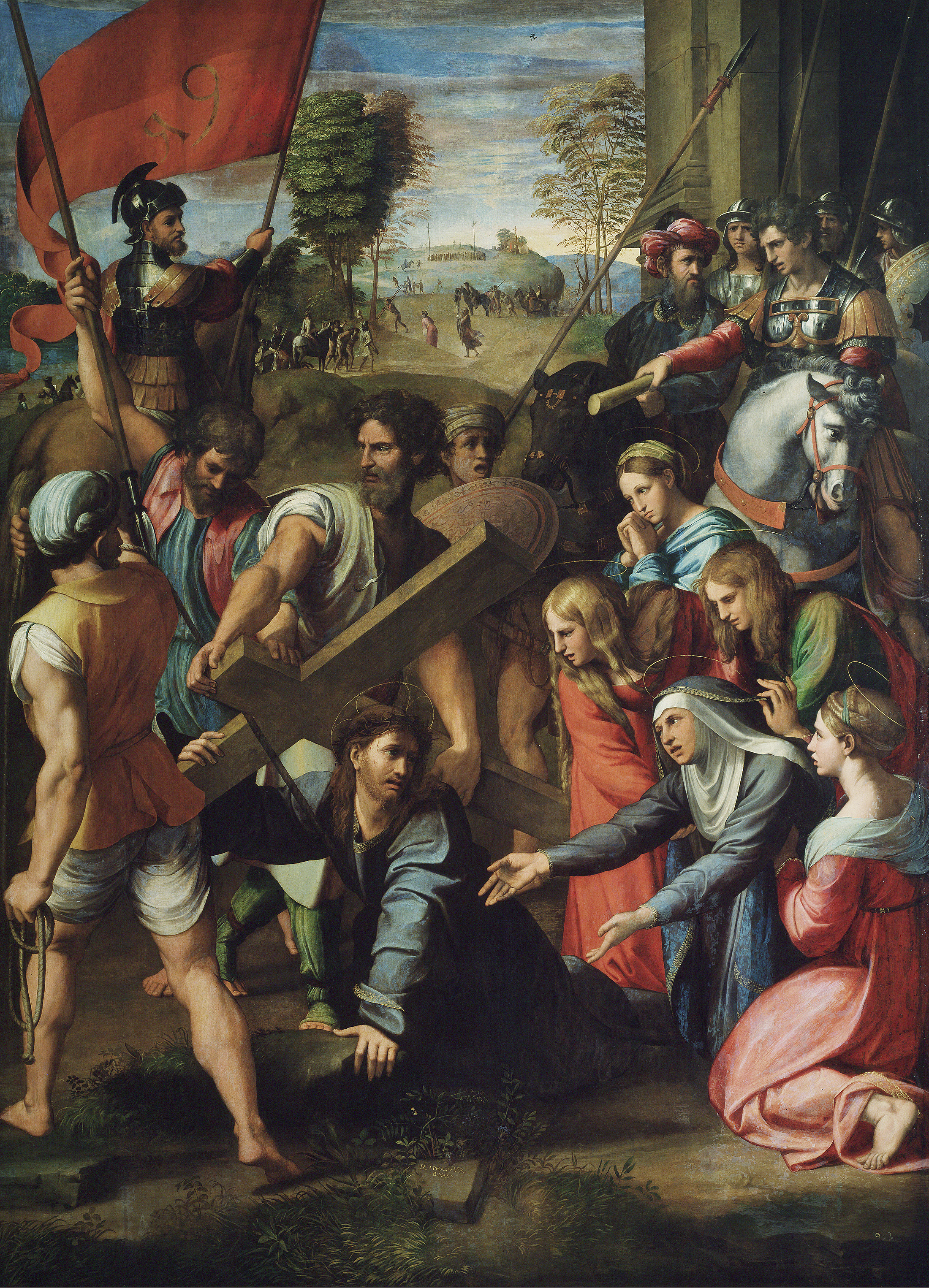
Raffael Santi: Spasimo di Sicilia (Madrid)

Zatímco ve východní tradici býval znázorňován především Šimon Kyrénský nesoucí kříž za vyčerpaného Krista, v západní tradici kříž naopak zpravidla nese sám Ježíš nebo mu s ním Šimon jen pomáhá. Ježíš je podle evangelií oblečen zpět do svého oděvu, obvykle červený s modrým pláštěm. Často však má stále nasazenou trnovou korunu, o jejím sundavání se nezmiňují. Průvod vedou římští vojáci někdy se standartou SPQR, s důtkami ap. Plačící ženy bývají zobrazeny jako blízké osoby objevující se později na místě ukřižování. Mezi nimi někdy Ježíšova matka omdlévající (lo spasimo) při spatření syna padlého pod křížem, události popisované až na místě ukřižování apokryfním Nikodémovým evangeliem.
Nesení kříže je téma, kterému je věnována většina zastavení křížové cesty.

### Známá ztvárnění
- Nesení kříže od Hieronyma Bosche neznámého data
- Nesení kříže od Hieronyma Bosche z 80. let 15. století
- Nesení kříže od Hieronyma Bosche z let 1515 a 1516
- Nesení kříže od Pietra Brughela
- Spasimo di Sicilia od Raphaela z let 1516/1517, Prado, Madrid